# Paquita Sauquillo
Francisca Sauquillo Pérez del Arco dite Paquita Sauquillo, née le 31 juillet 1943 à Madrid, est une femme politique espagnole membre du Parti socialiste ouvrier espagnol (PSOE).
Elle est députée à l'Assemblée de Madrid et sénatrice entre 1983 et 1994, puis députée européenne jusqu'en 2004.
Elle est choisie début 2025 comme présidente honorifique du Parti socialiste ouvrier espagnol de la communauté de Madrid (PSOE-M) par le nouveau secrétaire général Óscar López.